# Eupelmus xanthodorus
Eupelmus xanthodorus är en stekelart som beskrevs av Perkins 1910. Eupelmus xanthodorus ingår i släktet Eupelmus och familjen hoppglanssteklar. Inga underarter finns listade i Catalogue of Life.